# Subspecies
Subspecii (titlu original: Subspecies) este un film de groază american și românesc din 1991 regizat de Ted Nicolaou. Rolurile principale au fost interpretate de actorii Angus Scrimm, Anders Hove și Irina Movilă. Filmările au avut loc în România. Este primul film din seria de filme cu vampiri Subspecies, fiind urmat de Bloodstone: Subspecies 2 (1993), Bloodlust: Subspecies 3 (1994), Vampire Journals (1997) și Subspecies 4: Bloodstorm (1998). A fost produs de Castel Film Romania și Full Moon Studios și a fost distribuit direct-pe-video de Full Moon Features, la fel ca restul producțiilor francizei.

## Prezentare
Prezintă povestea a trei studente, Mara, Michelle și Lillian, în timp ce încep un studiu despre cultura și superstiția românească în micul oraș Prejmer. Se împrietenesc cu Ștefan, un student care studiază animalele nocturne. Aceștia află despre Castelul regelui Vladislas din apropiere unde a avut loc o luptă pentru putere între frații vampiri Ștefan și Radu. Cu secole în urmă, regele Vladislas a fost sedus și blestemat de o vrăjitoare care în cele din urmă i-a născut un fiu, pe Radu. După ce a alungat-o pe mama lui Radu, regele a întâlnit o femeie muritoare. Ea l-a născut pe Ștefan, care preferă să trăiască ca un om și își urăște moștenirea de vampir. 
Pentru a câștiga controlul asupra Pietrei Sângerii (Bloodstone), o relicvă despre care se spune că i-a aparținut Papei de la Roma și din ea picură sângele sfinților, Radu îl ucide pe tatăl său (în prima scenă a filmului). Tatăl său l-a prins inițiual într-o cușcă, dar Subspeciile i-au dat drumul. Într-un efort de a-și răni fratele, Radu le transformă pe Mara și Lillian în vampiri. Ștefan, îndrăgostit de Michelle, o ajută să încerce să le elibereze pe Mara și Lillian de sub controlul lui Radu. După o luptă, Ștefan împinge o țepușă prin inima lui Radu și îi taie capul cu o sabie, ucigându-l. 
Din nenorocire pentru Ștefan, Radu a apucat să o muște pe Michelle înainte ca fratele său să-l poată ucide și astfel și-a amestecat sângele cu al ei, lucru care îl obligă pe Stefan să-i dea propriul său sânge fetei pentru a o împiedica să devină la fel ca Radu. Totuși, în timp ce Ștefan și Michelle dorm, slujitorii lui Radu (Subspeciile) își învie stăpânul.

## Distribuție
- Angus Scrimm - ca Regele Vladislav
- Anders Hove - ca Radu
- Irina Movilă- ca Mara
- Laura Mae Tate- ca Michelle
- Michelle McBride- ca Lillian
- Ivan J. Rado - Karl
- Mara Grigore - ca Rosa
- Adrian Vâlcu - ca Ian
- Michael Watson - ca Ștefan
- Ion Besoiu - ca Doctorul
- Lili Dumitrescu - ca Old Crone

## Producție și primire
În 1991, Subspecies a devenit primul film american care a fost filmat la București, România. Regizorul Ted Nicolaou a fost inițial îngrijorat cu privire la filmările pe teritoriul României, dar după o cercetare pe teren de patru zile a ajuns să îndrăgească locul datorită ruinelor antice și a zonei împădurite. Alte zone transilvănene au servit ca loc de filmare pentru toate filmele seriei, cu filmări specifice la Hunedoara, Brașov și Sinaia. Deoarece urme ale comunismului încă se mai găseau în țară, împreună cu diferențele culturale și problemele generale care însoțesc producția unui film au oferit echipei o experiență dificilă în timpul filmării primului film al seriei Subspecies.
A fost filmat în mai multe locuri din România, folosind tehnici de animație stop motion  și păpuşi pe tije pentru a se obține aspectul dorit de regizor pentru creaturile denumite subspecii. Filmul a avut parte de recenzii împărțite, criticii citând clișeele cu vampiri ca un punct slab al producției, dar în general lăudând alegerea regizorului de a face filmările din România, precum și efectele speciale folosite în filme.

## Continuări
- Bloodstone: Subspecies 2 (1993)
- Bloodlust: Subspecies 3 (1994)
- Vampire Journals (1997)
- Subspecies 4: Bloodstorm (1998)